# はじまり (チェキッ娘の曲)
「はじまり」は、チェキッ娘の2枚目のシングル。

## 収録曲
1. はじまり
作詞:森浩美 / 作曲:D・A・I / 編曲:亀田誠治
2. ハダカになりたい
歌:NEOかしまし娘（下川みくに、熊切あさ美、町田恵）
作詞・作曲:高橋研 / 編曲:亀田誠治
3. ピンクのチェリー
歌:NEOちゃっきり娘（上田愛美、久志麻理奈、佐々木絵美子）
作詞・作曲:高橋研 / 編曲:亀田誠治
4. はじまり（オリジナルカラオケ）

## 概要
- 「卒業」をテーマとした曲で、チェキッ娘メンバーだった下川みくにが1999年3月末で“卒業”する時期に発売された。卒業を“これからのスタート”とするような歌詞、趣旨で製作された。
- 『DAIBAッテキ!!』においては、1999年2月15日放送で初披露された。またこの日には一緒に他の2曲、「ピンクのチェリー」「ハダカになりたい」も初披露された[1]。
- レコーディング参加メンバー、及びジャケット写真に写っているメンバーは、ID番号順に田中里奈（001）から小林裕美（019）までの18人で、ID020の大瀧彩乃、ID021の大田祐歌は不参加。このシングルより、メインボーカルを務める「フロントメンバー」が結成され、このシングルでは下川みくに、矢作美樹、新井利佳、上田愛美、藤岡麻美の5人がそのフロントメンバーを務めた。
- 通常盤では、表のジャケット写真がメンバーが着ているシャツ、スカートの色が青で、裏にはNEOちゃっきり娘の3人が写っているが、初回限定版では表のメンバーの衣装がピンクであり、裏の写真がNEOかしまし娘の3人だった。また、一緒にこの曲の着メロカードも封入されていたが、これも初回限定盤と通常盤の2パターンあった。
- その後、チェキッ娘のラストシングルとなった「ありがとう」のカップリング曲として、一部歌詞を変えて「はじまり -Departure 2000-」と言うタイトルで収録された。
- またこの曲は、オムニバスCD『秘蔵アイドルユニット16～おニャン子からチェキッ娘まで～』（2003年1月16日発売）の16曲目にも収録されている。また、元メンバーの中でこの曲を気に入っている人も多いようで、下川みくには2枚目のアルバム『392 〜mikuni shimokawa BEST SELECTION〜』（2002年9月19日発売）の11曲目「はじまり（cover version）」と言うタイトルでソロでカバーし（同曲は『翼 〜Very Best of Mikuni Shimokawa〜』（2009年8月5日発売）にも収録）、また森知子は自分の結婚披露宴で「はじまり」をBGMに使用したというエピソードがある[2]。